# Kevin Gagné
Kevin Gagné, född 14 april 1992 i Edmundston, New Brunswick, är en kanadensisk professionell ishockeyspelare som spelar för Mora IK i SHL.